# Farges-Allichamps
Farges-Allichamps è un comune francese di 220 abitanti situato nel dipartimento del Cher, nella regione del Centro-Valle della Loira.

## Società

### Evoluzione demografica
Abitanti censiti